# ワンワンわんだーらんど
『ワンワンわんだーらんど』は、NHK Eテレの教育番組いないいないばあっ!のキャラクターが登場するステージ公演、及びその模様が放送される同局の番組。

## 概要
2010年度に開始された『いないいないばあっ!』のステージショー。原則、年10回公演で全国各地を巡る。
2017年度以前は『あつまれ!ワンワンわんだーらんど』というタイトルだったが、2018年度以降は「あつまれ!」が外され、現在のイベント・番組名となった。公演は1日に午前と午後の2回、プログラムは同じだが、内容は若干異なる。公演の模様は、2010年5月より毎月最終週に放送している。
放送時間については下記の放送時間の変遷を参照。なお、本放送の放送時間はごく稀に変更されるのに対し、再放送の放送時間は2021年度まで長らく変更されていなかった。2022年度はEテレ全体の大規模な編成変更により、本放送は毎月最終土曜日の昼に行われることになり、従来の日曜朝の放送が前日の再放送となる（日曜夕方は廃枠）。さらに2023年度は本放送を火曜日の夕方に移行させたうえで、第3週（火曜日が5回ある月は第4週にも放送）に傑作選「ワンワンわんだーらんど メモリーズ」を加えて月2 - 3回の放送とし、土曜昼の放送が同週の再放送になる一方、放送開始以来続いていた日曜朝の放送は廃止となる。2025年度は第2・第5火曜日の同時間帯に「Eテレタイムマシン」が移動してきたため、新作は火曜日が5回ある月も含めて第4週、「メモリーズ」は第3週に固定され、月2回の放送となった。
午前、午後のどちらの公演を放送するかは定まっておらず、午前、午後の両方の公演がミックスされて放送されることもあり、放送しなかった公演を中心に総集編で放送されるケースもある。
東京公演など一部の公演は、前編・後編2回分けて放送されるケースもある。実際の公演は約1時間で、放送では30分に編集して放送している。
『いないいないばあっ!』のキャラクターが主要な登場人物であるが、ステージオリジナルのキャラクターも登場し、ゲストが出演する場合もある。

## 放送時間の変遷

### ワンワンわんだーらんど
| 期間       | 期間       | 放送時間（JST）                    | 放送時間（JST）                        |
| 期間       | 期間       | 本放送                             | 再放送                                 |
| ---------- | ---------- | ---------------------------------- | -------------------------------------- |
| 2010.05.30 | 2016.03.27 | 毎月最終日曜 07:25 - 07:55（30分） | 毎月最終日曜 17:00 - 17:30（30分）     |
| 2016.04.24 | 2018.03.25 | 毎月最終日曜 07:30 - 08:00（30分） | 毎月最終日曜 17:00 - 17:30（30分）     |
| 2018.04.29 | 2021.03.28 | 毎月最終日曜 07:10 - 07:40（30分） | 毎月最終日曜 17:00 - 17:30（30分）     |
| 2021.04.25 | 2022.03.27 | 毎月最終日曜 07:25 - 07:55（30分） | 毎月最終日曜 17:00 - 17:30（30分）     |
| 2022.04.30 | 2023.03.26 | 毎月最終土曜 12:00 - 12:29（29分） | 本放送直近の日曜 07:30 - 08:00（30分） |
| 2023.04.25 | 2025.03.29 | 毎月最終火曜 16:10 - 16:39（29分） | 本放送直近の土曜 12:00 - 12:29（29分） |
| 2025.04.29 | 現在       | 毎月第4火曜 16:30 - 16:59（29分）  | 本放送直近の土曜 12:00 - 12:29（29分） |

### ワンワンわんだーらんど メモリーズ
| 期間       | 期間       | 放送時間（JST）                                              | 放送時間（JST）                        |
| 期間       | 期間       | 本放送                                                       | 再放送                                 |
| ---------- | ---------- | ------------------------------------------------------------ | -------------------------------------- |
| 2023.04.18 | 2025.03.22 | 毎月第3（および最終週ではない第4）火曜 16:10 - 16:39（29分） | 本放送直近の土曜 12:00 - 12:29（29分） |
| 2025.04.15 | 現在       | 毎月第3火曜 16:30 - 16:59（29分）                            | 本放送直近の土曜 12:00 - 12:29（29分） |

## キャラクター

### 『いないいないばあっ!』からの登場キャラクター
なお、当イベント・番組に出演するおねえさんは元来『いないいないばあっ!』本放送のおねえさんであり、2011年以降は本放送を卒業すると自動的に『ワンワンわんだーらんど』に移動するシステムとなっている。
| キャラクター | 役者                               | 任期        | 特徴 |
| ------------ | ---------------------------------- | ----------- | --- |
| ワンワン     | チョー（操演・声） /三枝創（操演） | 2010年4月 - | 大きな犬の男の子。くわしくはこちらを参照。着ぐるみのキャラクターでチョーがスーツアクターとして声及び操演を担当している。散歩が大好きで、お絵描きが上手。食いしん坊で好き嫌いが全くない。わんだーらんどで行く町を、おさんぽするのが大好き。ステージでは旅がらすワン太郎やスーパーワン、犬山ワン太郎に扮して登場することも多くある。2024年度以降は、初回から唯一出演しているキャラクターとなる。 |
| ぽぅぽ       | 齋藤彩夏（声） /ミユカ（操演）     | 2024年4月 - | 頭のカラフルな「ぽんぽん」がチャームポイントの赤ちゃん。操り人形キャラクター。やさしくなでられるのが、だーいすき。ステージでは前任のうーたん同様に、基本的に操演のための台(可動式)に乗って登場する。 |
| はるちゃん   | 倉持春希                           | 2023年4月 - | 『いないいないばあっ!』の先代のおねえさん。みんなと遊ぶのが大好きな女の子でいつも笑顔でうたったり踊ったりする。初登場は「~10周年パーティー!~」（2019年7月放送）にて歴代のおねえさんと共演した。その時は「すごく緊張していたみたいで、終演後に大泣きした」と言っている。 |

### ステージのレギュラー出演キャラクター
| キャラクター | 役者                                   | 任期        | 特徴 |
| ------------ | -------------------------------------- | ----------- | --- |
| ジャンジャン | 足立夏海（操演・声） /和田浩明（操演） | 2013年4月 - | ワンワンの友達。着ぐるみキャラクター。ワンワンと同じくスーツアクターとして足立夏海が声及び操演を担当している。本放送にも出演していたが、主にステージ公演に登場する。本放送でのジャンジャンについてはこちらを参照。ダンスといたずらが大好き。 |
| ゴットン     | 松本健太（声）                         | 2017年4月 - | ダンボールで出来た機関車のキャラクター。くわしくはこちらを参照。本放送ではうーたんがちょうど乗れる程度のサイズだが、公演では、登場の際に「ゴットンネル」と呼ばれるトンネルを通ることによって、人間が乗れるサイズまで大きくなる。登場の際はテーマソングである「ゴットン トン」を歌いながら登場する。うーたんがステージも含めて卒業した2024年度以降も、ステージには引き続き登場する。 |
| コロ・バウ   | 山中美子葉 ・児子紬希                  | 2025年4月 - | ダルメシアン風の子犬2人組。着ぐるみを着ているが、ゆうくんやけいくん同様に顔は見えるようになっている。2人いつも一緒に登場し、他のキャラクターからも「コロバウ」と呼ばれ、単体で動くことはほとんどない。「コロ・バウ」というキャラクターは代替わりがあり、現在は5代目。本放送にも出演していたが、主にステージ公演に登場する。                                                         |
| わんじい     | チョー（声）                           | 2011年4月 - | わんだーらんどの長老犬。わんだーらんどのことは何でも知っている。チョーが声を担当している。番組放送の際、幕間にアニメーションで登場し、公演地の紹介や観覧者による絵の紹介などを行う。ステージ上に操り人形キャラクターとして登場する場合もある。また、『いないいないばあっ!』のDVDにも出演している。                                                                                  |

### 特別公演のみの出演キャラクター
| キャラクター | 役者                             | 任期        | 特徴 |
| ------------ | -------------------------------- | ----------- | --- |
| ジャンコ     | ゆきじ（声） /藤田可奈子（操演） | 2016年7月 - | ジャンジャンの双子の妹。着ぐるみキャラクター。赤いスカーフとベレー帽を身につけている。2014年より開催されているNHKプロモーション主催のイベント「ワンワンまつり みんなでワッショイ」の登場キャラクター。2016年以降、7月のNHKホールでの特別公演に出演している。『いないいないばあっ!』本放送では、2015年1月のお正月スペシャルに出演した。                 |
| もぐちゃん   | 加藤萌朝                         | 2016年7月 - | ワンワンの友達。もぐらの女の子。もぐらのかぶりものをしているが、ゆうやコロ・バウ同様、顔は見えている。2014年より開催されているNHKプロモーション主催のイベント「ワンワンまつり みんなでワッショイ」の登場キャラクター。2016年以降、7月のNHKホールでの特別公演に出演している。『いないいないばあっ!』本放送では、2015年1月のお正月スペシャルに出演した。 |
| りんたろう   | 西村真二                         | 2016年7月 - | ワンワンの友達。キリンの男の子。キリンのかぶりものをしているが、もぐちゃん同様、顔は見えている。2014年より開催されているNHKプロモーション主催のイベント「ワンワンまつり みんなでワッショイ」の登場キャラクター。2016年以降、7月のNHKホールでの特別公演に出演している。『いないいないばあっ!』本放送では、2015年1月のお正月スペシャルに出演した。       |

### 過去の出演キャラクター
レギュラー出演を卒業した後も、毎年夏のNHKホールの特別公演に限って出演する人物もいる。
| キャラクター | 役者                                      | 任期      | 任期      | 特徴 |
| キャラクター | 役者                                      | 開始      | 終了      | 特徴 |
| ------------ | ----------------------------------------- | --------- | --------- | --- |
| うーたん     | 間宮くるみ（声） /石塚由美 ミユカ（操演） | 2010年4月 | 2024年3月 | 音楽の国の妖精。操り人形キャラクター。くわしくはこちらを参照。元気で明るく、ちょっぴりやんちゃ。嬉しいときには「ウーッ」を頭のマラカスを鳴らす。ステージでは多くの場合、操演のための台(可動式)に乗って登場する。2024年3月3日の山形公演にて、宇宙に旅立つという設定で卒業が発表された。卒業後は2024年5月の大阪公演、2024年7月のNHKホール公演、2024年12月の高松公演に出演していた。 |
| ゆうくん     | 恵畑ゆう                                  | 2010年4月 | 2022年3月 | ワンワンの友達。着ぐるみキャラクターではなく、頭部と手足には犬のパーツははめているが、顔は見えるようになっている。他のキャラクターからは「ゆうくん」と呼ばれる。ダンスと歌いずれもこなすが、色々な遊びを知っていることから、司会進行的な役割を任される場合も多い。なお、演じる恵畑は2002年4月から2010年3月まで『BSおかあさんといっしょ』のたいそうのおにいさんを務めていた。2022年2月20日の姫路公演にて、冒険に出るという設定で卒業が発表された。卒業後は2023年1月&同年7月&2024年7月のNHKホール公演に出演していたほか、けいくんの卒業に伴い後任加入までの間一時的に復帰している。                                                                               |
| けいくん     | けいいちろう                              | 2022年4月 | 2025年3月 | ゆうくんの後任として登場。スキップとジャンプが大好きで、元気いっぱい。ゆうくん同様、着ぐるみキャラクターではなく、頭部と手足には犬のパーツははめているが、顔は見えるようになっている。2025年3月2日の富山公演にて、ワンブリッジ大学へ体育留学する設定で卒業が発表された。 |
| ことちゃん   | 空閑琴美                                  | 2010年4月 | 2015年3月 | 『ワンワンわんだーらんど』の初代おねえさん。『いないいないばあっ!』では4代目のおねえさんである。くわしくはこちらを参照。クルリとし髪の毛がかわいい女の子で、お絵描きが大好き。2010年度は『いないいないばあっ』本放送にも出演しており、ステージ出演と兼任していた。2011年3月に本放送を卒業、ステージのみの出演となった。2015年1月17・18日の大阪公演が最後のステージとなり、3月29日放送の総集編「春がきたー！スペシャル」で卒業が報告された。卒業後は2016年7月&2017年7月&2018年7月&2019年7月のNHKホール公演、2019年12月の高松公演に出演していた。 |
| ゆうなちゃん | 杉山優奈                                  | 2015年4月 | 2019年3月 | 『ワンワンわんだーらんど』の2代目おねえさん。『いないいないばあっ!』では5代目のおねえさんである。くわしくはこちらを参照。2015年3月に『いないいないばあっ!』本放送を卒業、ステージのみの出演となった。笑顔がとってもかわいい元気いっぱいな女の子で、オムライスとハンバーグが大好き。2019年3月24日の沖縄公演をもって卒業した。ことちゃんと異なり、公演・放送では卒業について直接言及されることはなかったが、卒業は事前に周知されていたので、事実上の卒業公演・放送の演出がなされた。『ワンワンわんだーらんど』には出演前が2012年のNHK大阪ホール公演、卒業後は2019年5月のNHK大阪ホール公演&7月のNHKホール公演&11月のいわき公演&2020年2月の熊本公演に出演していた。 |
| ゆきちゃん   | 大角ゆき                                  | 2019年4月 | 2023年3月 | 『ワンワンわんだーランド』の3代目のお姉さん。『いないいないばあっ！』では6代目のおねえさんである。くわしくはこちらを参照。2019年3月に『いないいないばあっ！』本放送を卒業、ステージのみの出演となった。2023年3月5日の和歌山公演をもって卒業した。卒業後は同年7月のNHKホール公演に出演していた。 |
| パッピーズ   | 廣瀬友紀 亀井理那                         | 2010年4月 | 2013年3月 | ゆうの妹たち。メロンパンとダンスが大好き。2013年3月31日放送分で、ワンブリッジ大学に行くという設定で卒業した。 |
| コロ・バウ   | 吉沢海音 谷岡心結                         | 2013年4月 | 2014年3月 | 初代コロ・バウ。 |
| コロ・バウ   | 恒川奈穂 本吉羽純                         | 2014年4月 | 2018年3月 | 2代目コロ・バウ。2018年7月のNHKホール公演に出演し、3代目コロ・バウと共演していた。 |
| コロ・バウ   | 梅崎音羽 本吉心羽                         | 2018年4月 | 2022年3月 | 3代目コロ・バウ。 |
| コロ・バウ   | 一華 藤井陽葵                             | 2022年4月 | 2025年3月 | 4代目コロ・バウ。2024年5月5日放送の『みんな集まれ!こどもうたまつり「こどもの日 歌合戦スペシャル」』ではコロが単独で出演している。また、2024年6月の青森公演ではバウが休演したためコロの単独出演となっていた。 |

## 出演キャラクターの変遷
| 期間      | 期間      | 『いないいないばあっ!』から出演    | ステージのみの出演 |
| 開始      | 終了      | 『いないいないばあっ!』から出演    | ステージのみの出演 |
| --------- | --------- | ---------------------------------- | --- |
| 2010年4月 | 2011年3月 | - ワンワン - うーたん - ことちゃん | - ゆうくん - パッピーズ |
| 2011年4月 | 2013年3月 | - ワンワン - うーたん              | - ことちゃん（本放送を卒業しステージ出演のみとなる） - ゆうくん - パッピーズ - わんじい                                           |
| 2013年4月 | 2014年3月 | - ワンワン - うーたん              | - ことちゃん - ゆうくん - わんじい - ジャンジャン - 初代コロ・バウ                                                                |
| 2014年4月 | 2015年3月 | - ワンワン - うーたん              | - ことちゃん - ゆうくん - わんじい - ジャンジャン - 2代目コロ・バウ                                                               |
| 2015年4月 | 2017年3月 | - ワンワン - うーたん              | - ゆうくん - わんじい - ジャンジャン - 2代目コロ・バウ - ゆうなちゃん                                                             |
| 2017年4月 | 2018年3月 | - ワンワン - うーたん              | - ゆうくん - わんじい - ジャンジャン - 2代目コロ・バウ - ゆうなちゃん - ゴットン                                                  |
| 2018年4月 | 2019年3月 | - ワンワン - うーたん              | - ゆうくん - わんじい - ジャンジャン - ゆうなちゃん - ゴットン - 3代目コロ・バウ                                                  |
| 2019年4月 | 2022年3月 | - ワンワン - うーたん              | - ゆうくん - わんじい - ジャンジャン - ゴットン - 3代目コロ・バウ - ゆきちゃん                                                    |
| 2022年4月 | 2023年3月 | - ワンワン - うーたん              | - わんじい - ジャンジャン - ゴットン - ゆきちゃん - けいくん - 4代目コロ・バウ                                                    |
| 2023年4月 | 2024年3月 | - ワンワン                         | - うーたん（本放送を卒業しステージ出演のみとなる） - わんじい - ジャンジャン - ゴットン - けいくん - 4代目コロ・バウ - はるちゃん |
| 2024年4月 | 2025年3月 | - ワンワン - ぽぅぽ                | - わんじい - ジャンジャン - ゴットン - けいくん - 4代目コロ・バウ - はるちゃん                                                    |
| 2025年4月 |           | - ワンワン - ぽぅぽ                | - わんじい - ジャンジャン - ゴットン - 5代目コロ・バウ - はるちゃん                                                               |

## 楽曲
基本的には『いないいないばあっ!』の楽曲や童謡が使用される。『いないいないばあっ!』の楽曲については新曲から古い楽曲まで幅広く使用されている。また、公演オリジナルの楽曲もいくつか使用される。
- わんだーらんどでワンダホー（作詞：小笠原英樹、作曲：井上ヨシマサ、2010年5月 - ）
- もうすぐワンダホー（作詞：小笠原英樹、作曲：井上ヨシマサ）
- おててさんぽ（作詞：さねよしいさ子、作曲：山下康介、2010年5月 - ）
- なかよしてびょ〜し（作詞：さねよしいさ子、作曲：山下康介、2011年5月 - ）
- ワンダホー☆パワー（作詞：小笠原英樹、作曲：井上ヨシマサ、2011年5月 - ）
- ぼびぶべばあっ!（作詞：小笠原英樹、作曲：井上ヨシマサ、2012年5月 - ）
- かぞえて10（作詞・作曲：小杉保夫、2019年4月 - ）

## コーナー
コーナー名はNHKクロニクルの番組表ヒストリーのEPG番組内容の記述を参照“番組表ヒストリー”. NHKクロニクル. 2019年9月4日閲覧。。
- スーパーワン劇場
- 歌うクッキングショー
- わんだーらんどファッションショー

## 公演スケジュール
日本全国で公演を行っているが、2025年5月現在、奈良県では未公演。

### 2010年度
公演初年度。ことちゃんが『いないいないばあっ!』の本放送と兼任で出演していた。また、当年度に限り、毎回教育テレビの他の幼児・子供向け番組の出演者をゲストをとして迎えていた。
| 公演日        | 放送日          | 開催地                 | 会場名               | ゲスト出演者                                                                | 主管支局   | 担当局 |
| ------------- | --------------- | ---------------------- | -------------------- | --------------------------------------------------------------------------- | ---------- | ------ |
| 2010年5月16日 | 5月30日 6月27日 | 東京都昭島市           | 昭島市民会館         | 小林よしひさ＆いとうまゆ （おかあさんといっしょ）                           | 本部       | 東京   |
| 7月10日       | 7月25日         | 大阪府貝塚市           | 貝塚市民文化会館     | ワクワクさん （つくってあそぼ）                                             | 関西支局   | 大阪   |
| 8月8日        | 8月29日         | 北海道千歳市           | 千歳市民文化センター | エリック （えいごであそぼ）                                                 | 北海道支局 | 札幌   |
| 8月15日       | 9月26日         | 鹿児島県鹿児島市       | 宝山ホール           | サボさん （みいつけた!）                                                    | 九州支局   | 鹿児島 |
| 10月3日       | 10月31日        | 千葉県柏市             | 柏市民文化会館       | ゆい、つばさ、りか（りょうたろうは体調不良のため休演） （にほんごであそぼ） | 本部       | 千葉   |
| 10月30日      | 11月28日        | 広島県広島市中区       | 広島市文化交流会館   | まいん （クッキンアイドル アイ!マイ!まいん!）                               | 中国支局   | 広島   |
| 12月12日      | 12月26日        | 愛知県豊田市           | 豊田市民文化会館     | ゴロリ （つくってあそぼ）                                                   | 中部支局   | 名古屋 |
| 2011年1月9日  | 1月30日         | 新潟県新潟市中央区     | 新潟テルサ           | 小林よしひさ＆いとうまゆ （おかあさんといっしょ）                           | 本部       | 新潟   |
| 2月5日        | 2月27日         | 福岡県北九州市小倉北区 | 北九州ソレイユホール | ストレッチマン （ストレッチマン・ハイパー）                                 | 九州支局   | 北九州 |
| 2月20日       | 3月27日         | 秋田県秋田市           | 秋田市文化会館       | ジェニー （えいごであそぼ）                                                 | 東北支局   | 秋田   |

- 2011年4月24日は「わんだーらんどのおともだちスペシャル」として、2010年度わんだーらんどの名場面を放送。
- 10月30日の広島公演では奄美豪雨チャリティー公演・12月12日の豊田公演ではNHK歳末たすけあい・NHK海外たすけあいステージとして開催。

### 2011年度
前年度末にことちゃんが『いないいないばあっ!』を卒業、当年度よりステージ出演のみとなった。
| 公演日        | 放送日        | 開催地             | 会場名             | 主管支局   | 担当局 |
| ------------- | ------------- | ------------------ | ------------------ | ---------- | ------ |
| 2011年5月15日 | 5月29日       | 神奈川県厚木市     | 厚木市文化会館     | 本部       | 横浜   |
| 6月12日       | 6月26日       | 富山県射水市       | 高周波文化ホール   | 中部支局   | 富山   |
| 7月10日       | 7月31日       | 佐賀県鳥栖市       | 鳥栖市民文化会館   | 九州支局   | 佐賀   |
| 8月6日        | 8月28日       | 和歌山県田辺市     | 紀南文化会館       | 関西支局   | 和歌山 |
| 8月14日       | 9月25日       | 群馬県桐生市       | 桐生市市民文化会館 | 本部       | 前橋   |
| 9月4日        | 10月30日      | 岡山県岡山市北区   | 岡山市民会館       | 中国支局   | 岡山   |
| 9月18日       | 11月27日      | 滋賀県守山市       | 守山市民ホール     | 関西支局   | 大津   |
| 11月13日      | 12月25日      | 千葉県東金市       | 東金文化会館       | 本部       | 千葉   |
| 12月11日      | 2012年1月29日 | 徳島県鳴門市       | 鳴門市文化会館     | 四国支局   | 徳島   |
| 1月22日       | 2月26日       | 北海道札幌市中央区 | ニトリ文化ホール   | 北海道支局 | 札幌   |

- 2011年11月13日は福島県福島市の福島県文化センターで開催予定だったが東日本大震災の影響で中止となり、全会場で東日本大震災チャリティー公演（8月6日の田辺公演、8月14日の桐生公演、9月4日の岡山公演、9月18日の守山公演では新潟福島豪雨も並行）として、12月11日の鳴門公演ではNHK歳末たすけあい・NHK海外たすけあいステージとして開催。
- 2012年3月25日は「おはなしいっぱいスペシャル」、2012年4月29日は「おうたいっぱいスペシャル」として、2011年度わんだーらんどの未公開シーン等を放送。

### 2012年度
| 公演日            | 放送日        | 開催地                 | 会場名                      | 主管支局   | 担当局   |
| ----------------- | ------------- | ---------------------- | --------------------------- | ---------- | -------- |
| 2012年5月13日     | 5月27日       | 埼玉県さいたま市大宮区 | 大宮ソニックシティ          | 本部       | さいたま |
| 6月10日           | 6月24日       | 高知県高知市           | 高知県立県民文化ホール      | 四国支局   | 高知     |
| 7月8日            | 7月29日       | 石川県金沢市           | 北陸電力会館 本多の森ホール | 中部支局   | 金沢     |
| 7月15日           | 8月26日       | 栃木県那須塩原市       | 那須塩原市黒磯文化会館      | 本部       | 宇都宮   |
| 8月19日           | 9月30日       | 岐阜県岐阜市           | 長良川国際会議場            | 中部支局   | 岐阜     |
| 9月2日            | 10月28日      | 山形県酒田市           | 酒田市民会館 希望ホール     | 東北支局   | 山形     |
| 9月30日           | 11月25日      | 宮崎県日向市           | 日向市文化交流センター      | 九州支局   | 宮崎     |
| 10月27日 10月28日 | 12月23日      | 大阪府大阪市中央区     | NHK大阪ホール               | 関西支局   | 大阪     |
| 2012年12月9日     | 2013年1月27日 | 広島県福山市           | ふくやま芸術文化ホール      | 中国支局   | 広島     |
| 2012年12月23日    | 2013年2月24日 | 北海道苫小牧市         | 苫小牧市民会館              | 北海道支局 | 室蘭     |

- 2012年8月19日の岐阜公演・9月2日の酒田公演・9月30日の日向公演では九州北部豪雨チャリティー公演、12月9日の福山公演ではNHK歳末たすけあい・NHK海外たすけあいステージとして開催。
- 2012年10月27日、28日の大阪公演は、「ゆうなちゃん」がゲスト出演。
- 2013年3月31日は「2012まるごとわんだーらんど」として、2012年度わんだーらんどの総集編を放送。また、新メンバー「コロ・バウ」の紹介と「パッピーズ」が卒業することを発表した。
- 2012年度からは年1回のペースでNHK大阪ホールでの公演を実施。

### 2013年度
| 公演日            | 放送日        | 開催地             | 会場名                            | 主管支部   | 担当局 |
| ----------------- | ------------- | ------------------ | --------------------------------- | ---------- | ------ |
| 2013年4月7日      | 4月28日       | 東京都小平市       | ルネこだいら                      | 本部       | 東京   |
| 5月12日           | 5月26日       | 群馬県前橋市       | ベイシア文化ホール                | 本部       | 前橋   |
| 6月9日            | 6月30日       | 島根県益田市       | 島根県芸術文化センター グラントワ | 中国支部   | 松江   |
| 7月7日            | 7月28日       | 北海道北見市       | 北見市民会館                      | 北海道支部 | 北見   |
| 8月3日            | 8月25日       | 福井県福井市       | フェニックス・プラザ              | 中部支部   | 福井   |
| 9月15日           | 10月27日      | 山梨県甲府市       | コラニー文化ホール                | 本部       | 甲府   |
| 11月9日 11月10日  | 11月24日      | 大阪府大阪市中央区 | NHK大阪ホール                     | 関西支部   | 大阪   |
| 11月23日 11月24日 | 12月29日      | 宮城県多賀城市     | 多賀城市民会館                    | 東北支部   | 仙台   |
| 12月8日           | 2014年1月26日 | 香川県高松市       | アルファあなぶきホール            | 四国支部   | 高松   |
| 2月2日            | 2月23日       | 長崎県佐世保市     | アルカスSASEBO                    | 九州支部   | 長崎   |

- 2013年8月3日の福井公演では島根・山口豪雨チャリティー公演、12月8日の高松公演ではNHK歳末助け合い・NHK海外たすけあいステージ、11月23日・24日の多賀城公演ではNHK東日本大震災プロジェクトの一環として開催。
- 2013年9月29日は「いろんなところにおじゃましました」として、2013年度前半のわんだーらんどの総集編を放送。
- 2014年3月30日は「みたことないものいっぱい!」として、2013年度後半のわんだーらんどの総集編を放送。

### 2014年度
| 公演日          | 放送日        | 開催地                 | 会場名               | 主管支部   | 担当局 |
| --------------- | ------------- | ---------------------- | -------------------- | ---------- | ------ |
| 2014年4月6日    | 4月27日       | 神奈川県座間市         | ハーモニーホール座間 | 本部       | 横浜   |
| 4月27日         | 5月25日       | 秋田県湯沢市           | 湯沢文化会館         | 東北支部   | 秋田   |
| 6月8日          | 6月29日       | 北海道帯広市           | 帯広市民文化ホール   | 北海道支部 | 帯広   |
| 7月6日          | 7月27日       | 愛媛県松山市           | 松山市民会館         | 四国支部   | 松山   |
| 7月20日         | 8月31日       | 栃木県那須塩原市       | 黒磯文化会館         | 本部       | 宇都宮 |
| 9月14日         | 10月26日      | 三重県四日市市         | 四日市市文化会館     | 中部支部   | 津     |
| 9月28日         | 11月30日      | 福岡県北九州市小倉北区 | 北九州ソレイユホール | 九州支部   | 北九州 |
| 10月12日        | 12月28日      | 富山県富山市           | オーバード・ホール   | 中部支部   | 富山   |
| 11月9日         | 2015年1月25日 | 京都府城陽市           | 文化パルク城陽       | 関西支部   | 京都   |
| 1月17日 1月18日 | 2月22日       | 大阪府大阪市中央区     | NHK大阪ホール        | 関西支部   | 大阪   |

- 2014年9月28日は「スペシャルわんだほー」として、2014年度前半のわんだーらんどの総集編を放送。
- 2015年3月29日は「春がきたー!スペシャル」として、2014年度わんだーらんどの総集編を放送。
- 2014年9月14日の四日市公演、9月28日の北九州公演、10月12日の富山公演では平成26年8月豪雨・平成26年広島県大雨災害（10月12日の富山公演では御嶽山噴火も並行）、2015年1月17・18日の大阪公演では長野県神城断層地震チャリティー公演、11月9日の城陽公演ではNHK歳末助け合い・NHK海外たすけあいステージとして開催。

### 2015年度
前年度末にことちゃんが公演を卒業。ゆうなちゃんが『いないいないばあっ!』を卒業し、2代目おねえさんに就任した。
| 公演日          | 放送日        | 開催地             | 会場名                                  | 主管支部   | 担当局 |
| --------------- | ------------- | ------------------ | --------------------------------------- | ---------- | ------ |
| 2015年4月12日   | 4月26日       | 千葉県市川市       | 市川市文化会館                          | 本部       | 千葉   |
| 5月10日         | 5月31日       | 広島県広島市中区   | 広島文化学園HBGホール                   | 中国支部   | 広島   |
| 6月7日          | 6月28日       | 高知県高知市       | 高知県立県民文化ホール                  | 四国支部   | 高知   |
| 7月5日          | 7月26日       | 愛知県瀬戸市       | 瀬戸市文化センター                      | 中部支部   | 名古屋 |
| 8月2日 8月3日   | 8月30日       | 東京都立川市       | たましんRISURUホール （立川市市民会館） | 本部       | 東京   |
| 9月27日         | 10月25日      | 佐賀県鳥栖市       | 鳥栖市民文化会館                        | 九州支部   | 佐賀   |
| 10月25日        | 11月29日      | 福島県福島市       | 福島県文化センター                      | 東北支部   | 福島   |
| 11月22日        | 12月27日      | 北海道釧路市       | 釧路市民文化会館                        | 北海道支部 | 釧路   |
| 12月6日         | 2016年1月31日 | 鳥取県鳥取市       | とりぎん文化会館                        | 中国支部   | 鳥取   |
| 2月13日 2月14日 | 2月28日       | 大阪府大阪市中央区 | NHK大阪ホール                           | 関西支部   | 大阪   |

- 2015年9月27日は「スペシャル☆わんだほー!」として、2015年度千葉・広島・高知・瀬戸・立川で行われた公演の総集編を未公開映像をまじえながら、わんだーらんどの総集編を放送。
- 2016年3月27日は「はじめてみるもの　いーっぱいスペシャル」として、2015年度鳥栖・福島・釧路・鳥取・大阪で行われた公演の総集編を未公開映像をまじえながら、わんだーらんどの総集編を放送。
- 2015年6月7日の高知公演では口永良部島噴火、9月27日の鳥栖公演、10月25日の福島公演、11月22日の釧路公演、12月6日の鳥取公演では関東東北豪雨チャリティー公演（鳥取公演ではNHK歳末たすけあい・NHK海外たすけあいステージ、福島公演ではNHK東日本大震災プロジェクトも兼ねている）として開催。

### 2016年度
『いないいないばあっ!』放送開始20周年。5月と7月には記念公演が東京渋谷のNHKホールと大阪馬場町のNHK大阪ホールで開催され、当年度から7月にスペシャルゲストを招いた特別公演を行うことが通例となった。
| 公演日               | 放送日          | 開催地               | 会場名                              | 主管支部   | 担当局   |
| -------------------- | --------------- | -------------------- | ----------------------------------- | ---------- | -------- |
| 2016年4月10日        | 4月24日         | 埼玉県さいたま市南区 | さいたま市文化センター              | 本部       | さいたま |
| 5月7日 5月8日        | 5月29日         | 大阪府大阪市中央区   | NHK大阪ホール                       | 関西支部   | 大阪     |
| 6月5日               | 6月26日         | 北海道旭川市         | 旭川市民文化会館                    | 北海道支部 | 旭川     |
| 7月1日 7月2日 7月3日 | 7月31日 8月28日 | 東京都渋谷区         | NHKホール                           | 本部       | 東京     |
| 9月11日              | 9月25日         | 福岡県大牟田市       | 大牟田文化会館                      | 九州支部   | 福岡     |
| 10月9日              | 10月30日        | 徳島県鳴門市         | 鳴門市文化会館                      | 四国支部   | 徳島     |
| 11月6日              | 11月27日        | 山形県天童市         | 天童市市民文化会館                  | 東北支部   | 山形     |
| 12月4日              | 12月25日        | 岡山県倉敷市         | 倉敷市民会館                        | 中国支部   | 岡山     |
| 2017年1月15日        | 1月29日         | 静岡県静岡市葵区     | 静岡市民文化会館                    | 中部支部   | 静岡     |
| 2月5日               | 2月26日         | 岩手県北上市         | 北上市文化交流センター さくらホール | 東北支部   | 盛岡     |

- 5月7日・8日のNHK大阪ホール公演以降の全会場で平成28年熊本地震（9月11日の大牟田公演と10月9日の鳴門公演では台風10号における北海道・東北水害、11月6日の天童公演では鳥取県中部地震、2017年1月15日の静岡公演では糸魚川市大規模火災も並行）チャリティー公演として、12月4日の倉敷公演ではNHK歳末たすけあい・NHK海外たすけあいステージ、2017年2月5日の北上公演ではNHK東日本大震災プロジェクトの一環として開催。
- 7月1日・2日・3日のNHKホール公演は、ことちゃん、ゆきちゃん、ジャンコ、りんたろう、もぐちゃんがスペシャルゲストで出演し、番組開始20周年記念公演として全国から多くの親子連れと一緒に番組開始20周年を祝った。
- NHKホール・NHK大阪ホールのロビーにワンワン役のチョーが出演しているアニメ・ゲームの共演声優からお祝いの花かごや当番組にゆかりのあるアーティスト陣やアニメ原作者・ゲームキャラクターデザイナーからサイン色紙の額装が並べられ、NHKホール・NHK大阪ホールの楽屋にアニメ制作会社とゲーム制作会社及びアニメ原作版元及びアニメ・ゲーム関連レーベルから祝電が、ワンワン役のチョーが出演しているアニメ・ゲームファンからハンドメイドのアニメ・ゲーム関連グッズが届けられた[† 1][注 5]。また、NHKホール・NHK大阪ホール周辺と代々木公園・大阪城公園ではコスプレイヤーたちがワンワン役のチョーが出演しているアニメ・ゲーム作品のコスプレで番組開始20周年のお祝いに華を添えた。
- 2017年3月26日は「とっておきスペシャル!」として、2016年度わんだーらんどの総集編を放送。

### 2017年度
| 公演日                  | 放送日   | 開催地             | 会場名                                   | 主管支部   | 担当局 |
| ----------------------- | -------- | ------------------ | ---------------------------------------- | ---------- | ------ |
| 2017年4月9日            | 4月30日  | 神奈川県秦野市     | 秦野市文化会館                           | 本部       | 横浜   |
| 5月6日 5月7日           | 5月28日  | 大阪府大阪市中央区 | NHK大阪ホール                            | 関西支部   | 大阪   |
| 6月4日                  | 6月25日  | 青森県青森市       | リンクステーション青森                   | 東北支部   | 青森   |
| 6月18日                 | 7月30日  | 北海道千歳市       | 北ガス文化ホール（千歳市民文化センター） | 北海道支部 | 札幌   |
| 7月21日 7月22日 7月23日 | 8月27日  | 東京都渋谷区       | NHKホール                                | 本部       | 東京   |
| 9月10日                 | 9月24日  | 鹿児島県鹿児島市   | 鹿児島市民文化ホール 第1ホール           | 九州支部   | 鹿児島 |
| 10月8日                 | 10月29日 | 愛知県豊田市       | 豊田市民文化会館                         | 中部支部   | 名古屋 |
| 12月3日                 | 12月24日 | 山口県周南市       | 周南市文化会館                           | 中国支部   | 山口   |
| 2018年1月14日           | 1月28日  | 香川県高松市       | レクザムホール                           | 四国支部   | 高松   |
| 3月11日                 | 3月25日  | 長崎県長崎市       | 長崎ブリックホール                       | 九州支部   | 長崎   |

- 7月21日 - 23日のNHKホール公演は、ゆきちゃん、ことちゃん、ジャンコ、りんたろう、もぐちゃんがスペシャルゲストで出演。
- 7月21日 - 23日のNHKホール公演では平成29年7月九州北部豪雨、10月8日の豊田公演では台風18号における大分水害チャリティー公演として、12月3日の周南公演ではNHK歳末たすけあい・NHK海外たすけあいステージとして開催。
- 2017年11月26日は「NHKホール公演スペシャル」を放送。
- 2018年2月25日は「とっておきスペシャル」を放送。

### 2018年度
| 公演日                  | 放送日          | 開催地             | 会場名                      | 主管支部   | 担当局 |
| ----------------------- | --------------- | ------------------ | --------------------------- | ---------- | ------ |
| 4月8日                  | 4月29日         | 千葉県松戸市       | 森のホール21                | 本部       | 千葉   |
| 5月12日 5月13日         | 5月27日         | 大阪府大阪市中央区 | NHK大阪ホール               | 関西支部   | 大阪   |
| 6月3日                  | 6月24日         | 北海道北見市       | 北見市民会館                | 北海道支部 | 北見   |
| 7月14日 7月15日 7月16日 | 7月29日 8月26日 | 東京都渋谷区       | NHKホール                   | 本部       | 東京   |
| 9月9日                  | 9月30日         | 新潟県柏崎市       | 柏崎市文化会館アルフォーレ  | 本部       | 新潟   |
| 10月8日                 | 10月28日        | 山形県南陽市       | シェルターなんようホール    | 東北支部   | 山形   |
| 12月2日                 | 12月30日        | 静岡県磐田市       | 磐田市民文化会館            | 中部支部   | 静岡   |
| 2019年1月14日           | 1月27日         | 石川県金沢市       | 北陸電力会館 本多の森ホール | 中部支部   | 金沢   |
| 2月10日                 | 2月24日         | 広島県呉市         | 呉市文化ホール              | 中国支部   | 広島   |
| 3月24日                 | 3月31日         | 沖縄県宜野湾市     | 沖縄コンベンションセンター  | 九州支部   | 沖縄   |

- 2018年7月14日 - 16日のNHKホール公演は、ゆきちゃん、ことちゃん、ジャンコ、りんたろう、もぐちゃん、先代コロ・バウがスペシャルゲストで出演。
- 2018年7月14日 - 16日のNHKホール公演では大阪北部地震（平成30年7月豪雨も同時並行）、9月9日の柏崎公演以降の全会場で北海道胆振東部地震チャリティー公演として、12月2日の磐田公演ではNHK歳末たすけあい・NHK海外たすけあいステージとして開催。
- 2018年11月25日は「とっておきスペシャル」を放送。
- 2019年1月14日の金沢公演ではNHK金沢放送局のマスコットキャラクター、ことじろうがゲスト出演。
- 2019年3月24日の沖縄公演ではNHK沖縄放送局のマスコットキャラクター、さぁたぁちゃんがゲスト出演。

### 2019年度
前年度末にゆうなちゃんが公演を卒業。ゆきちゃんが『いないいないばあっ!』を卒業し、3代目おねえさんに就任した。
| 公演日                  | 放送日          | 開催地             | 会場名                       | 主管支部   | 担当局 |
| ----------------------- | --------------- | ------------------ | ---------------------------- | ---------- | ------ |
| 2019年4月21日           | 4月28日         | 山梨県甲府市       | 山梨県立県民文化ホール       | 本部       | 甲府   |
| 5月11日 5月12日         | 5月26日         | 大阪府大阪市中央区 | NHK大阪ホール                | 関西支部   | 大阪   |
| 6月2日                  | 6月30日         | 北海道苫小牧市     | 苫小牧市民会館               | 北海道支部 | 室蘭   |
| 7月13日 7月14日 7月15日 | 7月28日 8月25日 | 東京都渋谷区       | NHKホール                    | 本部       | 東京   |
| 8月25日                 | 9月29日         | 愛知県常滑市       | 常滑市民文化会館             | 中部支部   | 名古屋 |
| 10月6日                 | 10月27日        | 島根県松江市       | 島根県民会館                 | 中国支部   | 松江   |
| 11月3日                 | 11月24日        | 福島県いわき市     | いわき芸術文化交流館アリオス | 東北支部   | 福島   |
| 12月15日                | 12月29日        | 香川県高松市       | レクザムホール               | 四国支部   | 高松   |
| 2020年1月12日           | 1月26日         | 兵庫県神戸市中央区 | 神戸文化ホール               | 関西支部   | 神戸   |
| 2月9日                  | 2月23日         | 熊本県熊本市中央区 | 熊本城ホール                 | 九州支部   | 熊本   |

- 5月11日 - 12日のNHK大阪ホール公演では、ゆうなちゃんがゲスト出演した。
- 7月13日 - 15日のNHKホール公演は、ことちゃん、ゆうなちゃん、はるちゃん、ジャンコ、りんたろう、もぐちゃんがスペシャルゲストで出演。
- 7月13日 - 15日のNHKホール公演では山形県沖地震、8月25日の常滑公演では京都アニメーション放火、10月6日の松江公演では令和元年九州北部豪雨（令和元年房総半島台風（台風15号）も同時並行）チャリティー公演として、12月15日の高松公演ではNHK歳末たすけあい・NHK海外たすけあいステージ（台風21号における東日本豪雨も同時並行）、11月3日のいわき公演ではNHK東日本大震災プロジェクトの一環（令和元年東日本台風（台風19号）・首里城大規模火災も同時並行）として開催。
- 8月25日の常滑公演では、ジャンコがゲスト出演。
- 10月6日の松江公演では、NHK松江放送局のマスコットキャラクターしまねっとくんがゲスト出演。
- 2019年11月3日のいわき公演では、（ゆうなちゃん）がゲスト出演。
- 2019年12月15日の高松公演では、（ことちゃん）がゲスト出演。
- 2020年1月12日の神戸公演では、（りんたろう）と（もぐちゃん）がゲスト出演。
- 2020年2月9日の熊本公演では、（ゆうなちゃん）がゲスト出演。
- 2020年3月29日は「とっておきスペシャル」を放送。

### 2020年度
2020年度は新型コロナウイルス感染拡大防止と観客・出演者の健康や安全に配慮するため全公演中止となった。会場で歌や踊りを楽しむ参加型のコンサートで、このイベントの特性から、密閉・密集・密接を避けるためには、演出方法や公演時間の見直しや、来場者限定サービスなどを中止とせざるを得ず、本来お届けすべきプレミアムなサービスが実現できないと判断したためである。このため、同年度の放送は以下のように構成している。
- 伊那公演（4月5日開催予定分）を放送する予定だった4月26日放送分「長野からワンダホー!」は、東京のスタジオでの収録と長野でのロケを交える形で構成。
- 大阪公演（5月16日、17日開催予定分）を放送する予定だった5月31日放送分「大阪めっちゃすきやねん!」は、過去に開催された大阪公演の総集編を送った。新撮部はワンワンのみ出演[注 8]。
- 湯沢公演（6月14日開催予定分）を放送する予定だった6月28日放送分「秋田大好きワンダホー!」は、東京のスタジオでの収録（ゆきちゃんは声のみ出演）と2014年の湯沢公演当時の映像を交えて構成。
- 夏のNHKホール公演（7月10日 - 12日開催予定分）を放送する予定だった7月26日放送分「11イヤーだよ！あけてびっくり!おたのしみ会」と8月30日放送分「夏のはっぴょう会」は、NHKホールで収録した無観客公演を放送。
- 鹿児島公演（9月20日開催予定分）を放送する予定だった9月27日放送分「鹿児島わっぜすいちょっど!」は、東京でのスタジオでの収録、鹿児島の名所をワンワンとゴットンが巡る映像、2017年の鹿児島公演当時の映像を交えて構成。
- 柏公演（10月4日開催予定分）を放送する予定だった10月25日放送分「千葉大好きワンダホー!」は、東京でのスタジオでの収録、千葉県の名所をワン太郎が巡る映像、2018年の松戸公演当時の映像、無観客のNHKホールで収録した映像を交えて編成。
- 土岐公演（11月15日開催予定分）を放送する予定だった11月29日放送分「岐阜・土岐にドキドキ!」は、東京でのスタジオでの収録、岐阜県の名所をワン太郎とゴットンが巡る映像、2012年の岐阜公演当時の映像、無観客のNHKホールで収録した映像を交えて編成。
- 札幌公演（12月13日開催予定分）を放送する予定だった12月27日放送分「北海道から10年分のワンダホー!」は、東京でのスタジオ収録と過去に開催された北海道公演の映像を交えて編成。
- 冬のNHKホール公演（2021年1月29日 - 31日開催予定分）を放送する予定だった2021年1月31日放送分「NHKホールからワンダホー!」は、東京でのスタジオ収録と過去に開催されたNHKホール公演の映像を交えて編成。同年2月28日放送分「おうちでワッショイ!」は、自宅で楽しく遊べる歌をテーマに、東京でのスタジオ収録と過去の公演映像（開催地不問）を交えて編成した。
- 福山公演（2021年3月7日開催予定分）を放送する予定だった2021年3月28日放送分「広島ぶち好きじゃけぇ!」は、東京でのスタジオでの収録と過去に開催された広島公演の映像を交えて編成。

公演再開の目途が立たないことを受け、年度後半からは一部のコーナーで視聴者からの投稿動画を募集して番組内で活用するようになった。

### 2021年度
2021年度は前年から続く新型コロナウイルス感染拡大の影響で、年度開始時点では公演開催そのものが未定となっており、開催が決まった公演の2か月前に順次アナウンスされるとしていた。そのため、当初は前年度同様のスタジオ収録形式とし、公演開催の実績がない地域をテーマとする形で放送が続けられたが、6月に16か月ぶりの公演が大分にて行われた。
例年より公演数が少ないため、1か所につき2回分の放送を収録するケースが複数回行われている。
当年度はNHKホールの大規模改修が行われるため同会場での公演はなく、首都圏での開催は10月の川崎公演を事実上の代替とした。
| 公演日        | 放送日            | 開催地               | 会場名              | 主管支部 | 担当局 |
| ------------- | ----------------- | -------------------- | ------------------- | -------- | ------ |
| 2021年6月13日 | 6月27日 7月25日   | 大分県大分市         | iichikoグランシアタ | 九州支部 | 大分   |
| 10月3日       | 10月31日 11月28日 | 神奈川県川崎市川崎区 | カルッツかわさき    | 本部     | 横浜   |
| 2022年1月23日 | 1月30日           | 栃木県宇都宮市       | 宇都宮市文化会館    | 本部     | 宇都宮 |
| 2月20日       | 2月27日           | 兵庫県姫路市         | アクリエひめじ      | 関西支部 | 神戸   |

- 6月13日の大分公演は福島県沖地震・宮城県沖地震のチャリティー公演として開催。
- 10月3日の川崎公演は『いないいないばあっ!』開始25周年記念公演として位置づけられており、ジャンコがゲスト出演。カルッソかわさきのロビーにはワンワン役のチョーが出演しているアニメ・ゲーム作品の共演声優陣からお祝いの花籠やワンワン役のチョーが出演しているアニメ・ゲーム作品の原作者及びキャラクターデザイナーや当番組にゆかりのあるアーティスト陣からサイン色紙の額装が展示され、カルッソかわさきの楽屋にはアニメ制作会社やゲーム制作会社及びアニメ原作版元やアニメ・ゲーム関連のレーベルから祝電が届けられ、首都圏在住の親子連れを中心に番組開始25周年を祝い、川崎富士見球技場（旧川崎球場）周辺ではコスプレイヤーがワンワン役のチョーが出演しているアニメ・ゲーム作品のコスプレで番組開始25周年のお祝いに華を添えた[注 5][† 2]。
- 4月25日は「1、2、1、2! いくなら奈良!」と題して、奈良県をテーマにして送り、最も近隣で開催された2014年の城陽公演の映像も使用された。
- 5月30日は「茨城いっぱい! ラッキーラッキーいばらっきー!」と題して、茨城県をテーマにして送った。
- 8月29日は新作が制作されず、前年8月30日放送分「夏のはっぴょう会」の再放送となった[注 9]。
- 9月26日は、過去の公演に出演したNHK地方局のマスコットキャラクターが東京のスタジオに会する特別企画「おともだちいっぱいスペシャル」を放送。スタジオに登場したのは金沢局のことじろう、沖縄局のさぁたぁちゃん、松江局のしまねっとくんの3体。紹介映像として2018年の金沢・沖縄公演、2019年の松江公演の映像が使用された。なお、この回にゆきちゃんは登場していない。
- 12月26日は「ワンワンわんだーらんど」としては休止とした代わりに、当該時間帯で『いないいないばあっ! 25周年スペシャル「ずーっといっしょ」』が放送された。
- 2022年3月27日は「とっておきスペシャル①」を放送。この通常枠の放送とは別に、春のテレビクラブ枠の一環として、3月30日（水）の9:00 - 9:30に「とっておきスペシャル②」を放送（再放送は4月3日の7:25 - 7:55[注 10]）。後者の放送にて、ゆうくんの後任であるけいくんのお披露目が行われた。

### 2022年度
前述のように当年度のみ、本放送が土曜日の昼となる。
前年度をもって、ゆうくんが卒業し、けいくんに交代されます。
当初は2021年度同様に年間単位でのスケジュールは発表せず、開催が決まった公演の2か月前に順次アナウンスされる形が採られていた。尤も6月から9月まで公演が組まれなかったため、7 - 9月は東京のスタジオからの放送が続き、10月から公演再開。11月には年度内の残りの全スケジュールが発表された。また、1月には3年半ぶりのNHKホール公演も行われた。
| 公演日                     | 放送日          | 開催地                 | 会場名               | 主管支部 | 担当局 |
| -------------------------- | --------------- | ---------------------- | -------------------- | -------- | ------ |
| 2022年4月3日               | 4月30日         | 千葉県松戸市           | 森のホール21         | 本部     | 千葉   |
| 5月15日                    | 5月28日 6月25日 | 鳥取県鳥取市           | とりぎん文化会館     | 中国支部 | 鳥取   |
| 10月16日                   | 10月29日        | 福岡県北九州市小倉北区 | 北九州ソレイユホール | 九州支部 | 北九州 |
| 11月13日                   | 11月26日        | 福島県会津若松市       | 會津風雅堂           | 東北支部 | 福島   |
| 2023年1月7日 1月8日 1月9日 | 1月28日 2月25日 | 東京都渋谷区           | NHKホール            | 本部     | 東京   |
| 3月5日                     | 3月26日         | 和歌山県和歌山市       | 和歌山県民文化会館   | 関西支部 | 和歌山 |

- 4月3日の松戸公演はNHK千葉放送局のマスコットキャラクターラッカ星人がゲスト出演。
- 7月30日は、前年9月同様にNHK地方局のマスコットキャラクターが東京のスタジオに会する特別企画「お友達大集合」を放送。スタジオに登場したのは千葉局のラッカ星人、沖縄局のさぁたぁちゃん、松江局のしまねっとくんの3体。
- 8月27日は「たのしいなつやすみ」と題して放送され、ジャンコが東京のスタジオに登場。
- 9月24日は「北海道でワンダホー!」と題して、ワンワンとジャンジャンによる北海道ロケの模様を放送した。
- 12月24日は「今年のとっておきスペシャル」を放送。
- 1月7日、8日、9日のNHKホール公演はふゆまつりとして、ジャンコ、りんたろう、もぐちゃん、はるちゃん、ゆうくん、ラッカ星人、さぁたぁちゃんがゲスト出演。
- 3月分の和歌山公演は、本来の放送枠である3月25日（土）が第95回選抜高校野球大会の中継と重複したため、土曜分の放送を翌週の4月1日に繰り下げ。本来再放送枠である3月26日（日）の朝の放送が事実上の初回放送となった。この回が日曜朝としては（再放送も含めて）事実上最後の放送かつ、ゆきちゃんの卒業公演となった。

### 2023年度
前述のように当年度から、本放送が火曜日の夕方となる。また、前年度末にゆきちゃんが公演を卒業。はるちゃんが『いないいないばあっ!』を卒業し、4代目おねえさんに就任する。うーたんも『いないいないばあっ!』を卒業する一方、ステージへの出演は継続する。
2019年度以来4年ぶりに年間10都市の公演に戻り、かつ全公演中止となった2020年度以来3年ぶりに年度の初めに年間スケジュールが発表された。また、NHK大阪ホールでの公演も4年ぶりに開催された。
| 公演日               | 放送日          | 開催地         | 会場名                 | 主管支部   | 担当局 |
| -------------------- | --------------- | -------------- | ---------------------- | ---------- | ------ |
| 2023年4月2日         | 4月25日         | 群馬県前橋市   | ベイシア文化ホール     | 本部       | 前橋   |
| 5月13日 5月14日      | 5月30日         | 大阪府大阪市   | NHK大阪ホール          | 関西支部   | 大阪   |
| 6月11日              | 6月27日         | 北海道苫小牧市 | 苫小牧市民会館         | 北海道支部 | 室蘭   |
| 7月7日 7月8日 7月9日 | 7月25日 8月29日 | 東京都渋谷区   | NHKホール              | 本部       | 東京   |
| 9月3日               | 9月26日         | 新潟県新潟市   | 新潟テルサ             | 本部       | 新潟   |
| 11月12日             | 11月28日        | 高知県高知市   | 高知県立県民文化ホール | 四国支部   | 高知   |
| 12月10日             | 12月19日        | 長崎県長崎市   | 長崎ブリックホール     | 九州支部   | 長崎   |
| 2024年1月7日         | 1月30日         | 島根県松江市   | 島根県民会館           | 中国支部   | 松江   |
| 2月4日               | 2月27日         | 岐阜県土岐市   | 土岐市文化プラザ       | 中部支部   | 岐阜   |
| 3月3日               | 3月26日         | 山形県山形市   | やまぎん県民ホール     | 東北支部   | 山形   |

- 7月7日、8日、9日のNHKホール公演では、ジャンコ、りんたろう、もぐちゃん、ゆうくん、ゆきちゃんがゲスト出演。
- 10月9日に7月25日放送分がNHK BS4Kで放送。
- 10月31日は「とっておきスペシャル」を放送。

毎月最終週の新作に加え、第3週（および火曜日が5回ある月の第4週）に放送される「メモリーズ」では以下の公演を放送。
- 1月7日の島根公演はNHK松江放送局のマスコットキャラクターしまねっとくんとしじみまるがゲスト出演。

| 放送日        | 内容                       | 備考                                           |
| ------------- | -------------------------- | ---------------------------------------------- |
| 2023年4月18日 | 2019年7月のNHKホール公演   |                                                |
| 5月16日       | 2013年4月の東京・小平公演  |                                                |
| 5月23日       | 2014年4月の秋田・湯沢公演  |                                                |
| 6月20日       | 2013年6月の島根・益田公演  |                                                |
| 7月18日       | 2015年4月の千葉・市川公演  |                                                |
| 8月15日       | 2015年8月の東京・立川公演  |                                                |
| 8月22日       | 2015年7月の愛知・瀬戸公演  |                                                |
| 9月19日       | 2017年9月の鹿児島公演      |                                                |
| 10月17日      | 2016年10月の徳島・鳴門公演 |                                                |
| 10月24日      | 2018年10月の山形・南陽公演 |                                                |
| 11月21日      | 2019年4月の山梨・甲府公演  |                                                |
| 2024年1月23日 | 2020年2月の熊本公演        |                                                |
| 2月20日       | 2019年8月の愛知・常滑公演  |                                                |
| 3月23日       | 2023年4月の群馬・前橋公演  | 土曜再放送枠のみ。「メモリーズ2023」として放送 |

※12月19日は翌週が特集番組編成となるため、新作放送を1週繰り上げて対応。2024年3月19日は大相撲春場所ならびに第96回選抜高等学校野球大会のため番組休止。なお、同週の再放送枠にあたる3月23日も後者の理由で休止となる予定だったが、雨天順延のため急遽放送された。

### 2024年度
前年度末を以ってうーたんが完全に卒業し、当年度からは『いないいないばあっ!』本編同様にぽぅぽがステージに登場する。
| 公演日               | 放送日          | 開催地               | 会場名                             | 主管支部 | 担当局   |
| -------------------- | --------------- | -------------------- | ---------------------------------- | -------- | -------- |
| 2024年4月14日        | 4月30日         | 茨城県水戸市         | 水戸市民会館                       | 本部     | 水戸     |
| 5月11日 5月12日      | 5月28日         | 大阪府大阪市         | NHK大阪ホール                      | 関西支部 | 大阪     |
| 6月9日               | 6月25日         | 青森県青森市         | リンクステーション青森             | 東北支部 | 青森     |
| 7月5日 7月6日 7月7日 | 7月16日 8月27日 | 東京都渋谷区         | NHKホール                          | 本部     | 東京     |
| 9月15日              | 9月24日         | 静岡県沼津市         | 沼津市民文化センター               | 中部支部 | 静岡     |
| 10月13日             | 10月29日        | 岡山県倉敷市         | 倉敷市民会館                       | 中国支部 | 岡山     |
| 12月8日              | 12月24日        | 香川県高松市         | サンポートホール高松               | 四国支部 | 高松     |
| 2025年1月19日        | 1月28日         | 埼玉県さいたま市南区 | さいたま市文化センター             | 本部     | さいたま |
| 2月2日               | 2月25日         | 鹿児島県鹿児島市     | 川商ホール（鹿児島市民文化ホール） | 九州支部 | 鹿児島   |
| 3月2日               | 3月25日         | 富山県富山市         | オーバード・ホール                 | 中部支部 | 富山     |

- 5月11日、12日の大阪公演では、どーもくんがゲスト出演。
- 5月11日、12日の大阪公演と、12月8日の高松公演では、うーたんがゲスト出演。
- 7月5日、6日、7日のNHKホール公演では、ジャンコ、りんたろう、ゆうくん、うーたん、どーもくん、ラッカ星人がゲスト出演。
- 11月26日は「とっておきスペシャル」を放送。
- 3月2日の富山公演では、NHK富山放送局のマスコットキャラクター・きとっピがゲスト出演。CVもアニメ作品同様に上田麗奈が担当した。

毎月最終週の新作に加え、第3週（および火曜日が5回ある月の第4週）に放送される「メモリーズ」では以下の公演を放送。
| 放送日        | 内容                          | 備考                                                                             |
| ------------- | ----------------------------- | -------------------------------------------------------------------------------- |
| 2024年4月16日 | 同年3月の山形公演             | 「メモリーズ2024」として放送                                                     |
| 4月23日       | 2015年4月の千葉・市川公演     | 当初2014年7月の愛媛・松山公演の予定だったが急遽変更された                        |
| 5月21日       | 2019年2月の広島・呉公演       |                                                                                  |
| 6月18日       | 2019年6月の北海道・苫小牧公演 |                                                                                  |
| 7月23日       | 2014年7月の愛媛・松山公演     | 当初4月23日放送予定だったのを3か月遅れで放送                                     |
| 7月30日       | 同年2月の岐阜・土岐公演       | 正式には「メモリーズ」ではなく「選」扱い                                         |
| 9月17日       | 2018年9月の新潟・柏崎公演     |                                                                                  |
| 10月15日      | 2015年9月の佐賀・鳥栖公演     |                                                                                  |
| 10月22日      | 2017年10月の愛知・豊田公演    |                                                                                  |
| 11月19日      | 2014年9月の福岡・北九州公演   |                                                                                  |
| 12月17日      | 2016年11月の山形・天童公演    |                                                                                  |
| 2025年1月21日 | 2022年1月の栃木・宇都宮公演   |                                                                                  |
| 2月18日       | 2017年2月の岩手・北上公演     |                                                                                  |
| 3月19日       | 2018年3月の長崎公演           | 9:00 - 9:29に放送 本来の放送枠が第97回選抜高等学校野球大会中継と重なるための措置 |

### 2025年度
前述のように当年度から、火曜日が5回ある月であっても新作は第4週の放送に固定された。前年度終了を以ってけいくんが卒業したが、諸事情により当面の間は後任を立てずに公演を行う。また、長野県での初公演が予定されている。
| 公演日                    | 放送日                  | 開催地         | 会場名                       | 主管支部   | 担当局 |
| ------------------------- | ----------------------- | -------------- | ---------------------------- | ---------- | ------ |
| 2025年4月13日             | 4月22日                 | 千葉県松戸市   | 森のホール21                 | 本部       | 千葉   |
| 5月11日                   | 5月27日                 | 長野県長野市   | ホクト文化ホール             | 本部       | 長野   |
| 6月8日                    | 6月24日                 | 北海道苫小牧市 | 苫小牧市民会館               | 北海道支部 | 室蘭   |
| 7月4日 7月5日 7月6日      | 7月22日 8月26日（予定） | 東京都渋谷区   | NHKホール                    | 本部       | 東京   |
| 9月14日（予定）           | 9月23日（予定）         | 広島県呉市     | 呉信用金庫ホール             | 中国支部   | 広島   |
| 10月11日 10月12日（予定） | （未定）                | 大阪府大阪市   | NHK大阪ホール                | 関西支部   | 大阪   |
| 11月9日（予定）           | （未定）                | 愛知県豊田市   | 豊田市民文化会館             | 中部支部   | 名古屋 |
| 12月7日（予定）           | （未定）                | 岩手県盛岡市   | トーサイクラシックホール岩手 | 東北支部   | 盛岡   |
| 2026年2月15日（予定）     | （未定）                | 愛媛県松山市   | 松山市民会館                 | 四国支部   | 松山   |
| 3月15日（予定）           | （未定）                | 熊本県熊本市   | 熊本城ホール                 | 九州支部   | 熊本   |

- 4月13日の松戸公演では、ゆうくんとNHK千葉放送局のマスコットキャラクター・ラッカ星人がゲスト出演。
- 5月11日の長野公演では、ゆうくんがゲスト出演。
- 6月8日の苫小牧公演では、ジャンコがゲスト出演。
- 7月4日、5日、6日のNHKホール公演は、ジャンコ、りんたろう、もぐちゃん、うーたん、ゆうくん、おうちゃん、どーもくん、きとっピ、さぁたぁちゃんがゲスト出演。
- 7月22日放送分（NHKホール公演の前編）は、通常の放送枠に加え、夏の特集枠の一環として8月7日の9:30からも再放送を実施。

毎月第4週の新作に加え、第3週に放送される「メモリーズ」では以下の公演を放送。
| 放送日        | 内容                        | 備考 |
| ------------- | --------------------------- | ---- |
| 2025年4月15日 | 同年3月の富山公演           |      |
| 2025年5月20日 | 2017年4月の神奈川・秦野公演 |      |
| 2025年6月17日 | 2015年6月の高知公演         |      |
| 2025年7月15日 | 2013年5月の前橋公演         |      |

## 補足・エピソード
- 公演では、アンコールはないが、「もうバイバイの時間だよ」で幕が下りた後、再び幕が上がり、基本放送しない出演者の挨拶があることがある。
- 台本はあるが、チョーを中心として随所にアドリブが入ることが多い。
- 「ぐるぐるどっか〜ん!」や「わ〜お!」「ピカピカブ～!」などのたいそうは、客席・会場の都合上、当該部分をおしくらまんじゅうや腕をぐるぐる回す動きに変更している。
- 『おかあさんといっしょファミリーコンサート』同様NHK厚生文化事業団と会場所在地のNHK地方局との共催で有料公開イベント兼チャリティー公演として開催されていて、入場料収入に加えその他拠出金を加えた収益金は乳児院・児童養護施設・母子生活支援施設・障害児療育施設・障害児用放課後等デイサービス向けの備品購入費や自然災害における被災地の母子家庭支援金及び障害児療育支援金の他、例年11月末から12月にかけてはNHK歳末たすけあい・NHK海外たすけあいステージとして開催しているがおかあさんといっしょファミリーコンサートでも行われているため、2011年度以降は2イベントの合算としている。
  - 2019年8月25日開催の常滑公演にて（一社）日本動画協会を通じて、放火による大火災で被害を受けた京都アニメーションの復興費用に充当した。
  - 2020年度は9年間の収益金プール分を（公社）日本医師会・（公社）日本歯科医師会・（公社）日本薬剤師会といった三師会を筆頭とした医療従事者団体等を通じて、新型コロナウイルスと戦う医療従事者への応援費用に充当した。
- チケット販売は長らくチケットぴあに受託していたが、2018年度よりチケットぴあからセブンチケットに変更となった。

### 特記事項
1. ↑  ONE PIECEからは声優陣では田中真弓や山口勝平等、制作会社では東映アニメーション、原作関係では尾田栄一郎や集英社週刊少年ジャンプ編集部、レーベル関連ではavex、ママはぽよぽよザウルスがお好きからは声優陣では松本梨香やこおろぎさとみ等、制作会社では日本アニメーション、原作関係では青沼貴子やKADOKAWAコミックエッセイ劇場編集部、レーベル関連ではANIPLEX、パンプキンシザーズからは声優陣では伊藤静や三宅健太等、制作会社ではGONZOやAIC、原作関係では岩永亮太郎や講談社月刊少年マガジン編集部、レーベル関連ではNBCユニバーサル、ハーモニーからは声優陣では沢城みゆきや上田麗奈等、制作会社ではSTUDIO 4℃、原作関係では伊藤計劃の遺族や早川書房ハヤカワ文庫JA編集部、キャラデザイナー関係ではredjuice、レーベル関連ではANIPLEX、マギからは声優陣では石原夏織や戸松遥等、制作会社からはA-1 Pictures、原作関係では大高忍や小学館週刊少年サンデー編集部、レーベル関連ではANIPLEX、ひだまりスケッチからは声優陣では阿澄佳奈や水橋かおり等、制作会社ではシャフト、原作関係では蒼樹うめや芳文社まんがタイムきららCarat編集部、レーベル関連ではANIPLEX、キルミーベイベーからは声優陣では赤崎千夏や田村睦心等、制作会社ではJ.C.STAFF、原作関係ではカヅホや芳文社まんがタイムきららCarat編集部、レーベル関連ではポニーキャニオン、ぷよぷよ〜んからは声優陣では緒方賢一や水田わさびや小野健一や本井えみ等、制作会社ではセガゲームス、キャラデザイナー関係では戸部淑、レーベル関連ではテイチク、テイルズ オブ ヴェスペリアからは声優陣では中原麻衣や久川綾や渡辺久美子等、制作会社からはバンダイナムコエンターテインメントやナムコ・テイルズスタジオやProduction I.G、キャラデザイナー関係では藤島康介、マナケミア 〜学園の錬金術士たち〜からは声優陣では大塚明夫や石田彰や野川さくら等、制作会社からはコーエーテクモゲームス長野スタジオ、キャラデザイナー関係では芳住和之がある。
2. ↑  ONE PIECEからは声優陣では田中真弓や山口勝平や中井和哉等、原作関係では尾田栄一郎や集英社週刊少年ジャンプ編集部、制作会社では東映アニメーション、レーベル関連ではavex、ひだまりスケッチからは声優陣では阿澄佳奈や水橋かおり等、原作関係では蒼樹うめや芳文社まんがタイムきららCarat編集部、制作会社ではシャフト、レーベル関連ではANIPLEX、キルミーベイベーからは声優陣では赤崎千夏や田村睦心等、原作関係ではカヅホや芳文社まんがタイムきららCarat編集部、制作会社ではJ.C.STAFF、レーベル関連ではポニーキャニオン、マギからは声優陣では石原夏織や戸松遥等、原作関係では大高忍や小学館週刊少年サンデー編集部、制作会社ではA-1 Pictures、レーベル関連ではANIPLEX、犬夜叉からは声優陣ではゆきのさつきや成田剣や山口勝平等、原作関係では高橋留美子や小学館週刊少年サンデー編集部、制作会社ではサンライズ、レーベル関連ではavexやANIPLEX、七つの大罪からは声優陣では梶裕貴や雨宮天等、原作関係では鈴木央や講談社週刊少年マガジン編集部、制作会社ではA-1 Picturesやスタジオディーン、レーベル関連ではANIPLEXやVAP、パンプキンシザーズからは声優陣では伊藤静や三宅健太等、原作関係では岩永亮太郎や講談社月刊少年マガジン編集部、制作会社ではGONZOやAIC、レーベル関連ではNBCユニバーサル、ママはぽよぽよザウルスがお好きでは声優陣では松本梨香やこおろぎさとみ等、原作関係では青沼貴子やKADOKAWAコミックエッセイ劇場編集部、制作会社では日本アニメーション、レーベル関連ではANIPLEX、ハーモニーからは声優陣では沢城みゆきや上田麗奈等、原作関係では伊藤計劃の遺族や早川書房ハヤカワ文庫JA編集部、キャラクターデザイナー関係ではredjuice、制作会社ではSTUDIO 4℃、レーベル関連ではANIPLEX、平穏世代の韋駄天達からは声優陣では堀江由衣や緒方恵美等、原作関係では天原やクール教信者や新都社や白泉社ヤングアニマル編集部、制作会社ではMAPPA、レーベル関係ではANIPLEX、ケンガンアシュラからは声優陣では鈴木達央や立木文彦等、原作関係ではサンドロビッチ・ヤバ子やだろめおんや小学館マンガワン編集部、制作会社ではスタジオ雲雀、レーベル関連ではポニーキャニオンがある。